# Janusz Kucharski (skrzypek)
Janusz Kucharski (ur. 1 października 1928 r. w Lublinie, zm. 28 listopada 2020 r.) – polski skrzypek i nauczyciel akademicki.

## Życiorys
Urodził się 1 października 1928 r. w Lublinie. Edukację artystyczną rozpoczął jeszcze przed II wojną światową. W czasie okupacji uczył się gry na skrzypcach u skrzypka Artura Malawskiego. Po wojnie absolwent Państwowej Wyższej Szkoły Muzycznej w klasie Ireny Dubiskiej. Swoją karierę muzyczną rozpoczął w Operze Warszawskiej, a następnie związany był w latach 1958-1981 z Teatrem Wielkim, w którym pełnił funkcję pierwszego koncertmistrza. Pracował naukowo i dydaktycznie na Uniwersytecie Muzycznym Fryderyka Chopina (1965–1998), m.in. jako kierownik Katedry Instrumentów Smyczkowych, a także uczył na kursach mistrzowskich i był jurorem konkursów skrzypcowych.
Otrzymał m.in. Złoty Krzyż Zasługi (1975 r.), Nagrodę Ministra Kultury (2004 r.), Srebrny Medal „Zasłużony Kulturze Gloria Artis” (2006 r.) i Krzyż Kawalerski Orderu Odrodzenia Polski (2010 r.).
Zmarł 28 listopada 2020 r.